# Synclera traducalis
Synclera traducalis là một loài bướm đêm trong họ Crambidae.